# Канда, Акэми
Акэми Канда (яп. 神田 朱未 Канда Акэми) — японская сэйю и J-pop певица. Родилась 10 ноября 1978 года в г. Нагоя, префектуры Айти. Работает в компании Aoni Production. Обучалась в институте Аонидзюку в Токио.
Участник юнитов drops, Aice5.
Как правило, играет женские роли (в основном девочек), однако играла также и роли мальчиков. Среди ролей женщин и девочек особенно часто играла роли «девочек с двумя косичками» (в аниме довольно типичный персонаж, по-японски называется яп. ツインテール, цуинтэ: ру, от англ. twin tail) и цундэрэ.
В семье, кроме неё и родителей, есть ещё старшая сестра. В июле 2010 году сообщила в своём Twitter о браке.
Сама себя по характеру сравнивает с тануки. Любимая еда — баклажаны, любимый напиток — кофе. Увлекается чтением книг и традиционными японскими танцами Buyō . Почитатели называют её Акэ-тян (яп. あけちゃん), Кан-тян (яп. 神ちゃん), Канда-тян (яп. 神田さん), Акэ (яп. アケ), Акэмин (яп. あけみん) и т. п., хотя сама она предпочитает Акэ-тян.

## Роли в аниме
Ведущие роли выделены жирным шрифтом, имена приводятся в «европейском порядке» (имя фамилия).
2001
- Crush Gear Turbo — Ханано Каору
- Prétear — Mawata Awayuki
- Ёбарэтэтобидэтэ! Акуби-тян — Акари Накано

2002
- Witch Hunter Robin — Накаяма Минори
- Kitty Grade — Twinkle
- Princess Tutu — Арикуими

2003
- Ultra Maniac — Нина Сакура
- D.C. ~Da Capo~ — Михару Амакасэ
- Hoshi no Kirby — крестьянин

2004
- Elfen Lied — Хироми Курама
- Onmyō Taisenki — Надзуна, Хо: дзё: но Нэнэ, Сакура
- Kujibiki Unbalance — Акияма Токино
- Monkey Turn — Како Такахаси

2005
- Атасинти — Куми, Эми
- Kamichu! — То: фу-тян, Тю: риюбу
- D.C.S.S. — Михару Амакасэ
- Battle B-Daman — Киа
- Negima!: Magister Negi Magi — Асуна Кагурадзака
- Yakitate!! Japan — Хайто:

2006
- Ayakashi
- Клинок ведьм — Рихоко Амаха
- Otome wa Boku ni Koishiteru — Kana Suōin
- Kamisama Kazoku — Мэмэ Камияма
- Canvas 2: Niji Iro no Sketch
- Gin'iro no Olynssis — Мисудзу
- Bikoku shoujo futakomori — Сюсаки Синхо
- Tokko — Сая Синдо
- Tona-Gura! — Кадзуки Орисака
- Negima!? — Асуна Кагурадзака
- Crash B-Daman — Нана Сэндо:

2007
- Kin'iro no Corda — Азума Юноки
- Clannad — Фудзибаяси Рё
- Hero Tales — Райра Сэйрэн
- Shinkyoku Sōkai Polyphonica — Ариа
- Doraemon — Кун
- Baccano! — Чеслав Мейер
- Bleach — Масиро Куна
- Pururun! Shizuku-chan — Марин-тян
- Bokurano
- Moyashimon — Хадзуки Оикава

2008
- Kamen no Maid Guy — Сидзуку
- Kyōran Kazoku Nikki — Чёрный Санта
- Clannad ~After Story~ — Фудзибаяси Рё
- GeGeGe no Kitaro — Руна № 45
- Shugo Chara! — Лулу Де Морсель Ямамото
- Soreike!Anpanman — Рорукэки-тян
- Negibouzu no asatarou — Оё:
- Hatara Kids Maihamu Gumi — Ми: ко
- Pururun! Shizuku-chan — Марин-тян